# Maatschappij (onderneming)
Maatschappij kan de betekenis hebben van onderneming of bedrijf zoals de KLM of de NMBS. 
Een maatschappij in economische zin kan de vorm hebben van bijvoorbeeld een besloten vennootschap, commanditaire vennootschap, vennootschap onder firma of een naamloze vennootschap zijn.
Maatschappij kan ook de aanduiding zijn van een bepaald soort vereniging zoals: de Maatschappij tot Nut van 't Algemeen. Heel wat (oudere) Belgische verenigingen hebben als begin van hun naam "Koninklijke Maatschappij....", zoals de Koninklijke Maatschappij voor Dierenkunde Antwerpen, die de Zoo van Antwerpen beheert.